# José Evaristo Uriburu
José Evaristo Uriburu, nome completo José Evaristo de Uriburu y Álvarez de Arenales (Salta, 19 dicembre 1831 – Buenos Aires, 23 ottobre 1914), è stato un politico e avvocato argentino, presidente dell'Argentina dal 23 gennaio 1895 al 12 ottobre 1898.
Ebbe come aiutante il nipote José Félix Uriburu che era stato in precedenza aiutante del Presidente Luis Sáenz Peña e che dal 1930 al 1932 come lo zio avrebbe ricoperto la carica di presidente, rovesciando con un colpo di Stato il presidente Hipólito Yrigoyen.